# Ace of Spades (Computerspiel)
Ace of Spades ist ein Ego-Shooter-Spiel für Windows und Mac OS X.

## Entwicklung
Es wurde ursprünglich von Ben Aksoy entwickelt und 2011 als Freeware veröffentlicht. Im Dezember 2012 wurde das Spiel von Jagex übernommen und in ein kostenpflichtiges Produkt umgewandelt, das über die Vertriebsplattform Steam vertrieben wurde.
Im Spiel wurden teils große Änderungen vorgenommen, die bei der Community auf Kritik gestoßen sind. Die alte, kostenlose Version (Classic Version) ist immer noch spielbar und verbreitet.

## Spielprinzip
Ace of Spades ist ein Minecraft-Klon, der das Aufbau-Gameplay mit einem klassischen Multiplayer-Shooter kombiniert.

## Rezeption
GameStar attestierte gute Ansätze, jedoch nur eine mäßige Umsetzung. Insbesondere die schlechte Balance störe den Spielspaß.

## Open Source
Mit OpenSpades und Icebuilder sowie BetterSpades gibt es Open-Source-Klone der Classic Version.